# Rémilly (Nièvre)
Rémilly ist eine französische Gemeinde mit 155 Einwohnern (Stand: 1. Januar 2022) im  Département Nièvre in der Region Bourgogne-Franche-Comté. Sie gehört zum Arrondissement Château-Chinon (Ville) und zum Kanton Luzy. Die Einwohner werden Rominois genannt.

## Geographie
Rémilly liegt etwa 55 Kilometer ostsüdöstlich von Nevers am Rande des Morvan. Umgeben wird Rémilly von den Nachbargemeinden Montaron im Norden und Nordwesten, Vandenesse im Norden, Sémelay im Osten und Nordosten, Lanty im Süden und Osten, Savigny-Poil-Fol im Süden und Südosten, Fours im Westen sowie Thaix im Westen und Nordwesten.

## Bevölkerungsentwicklung
| Jahr                       | 1962 | 1968 | 1975 | 1982 | 1990 | 1999 | 2006 | 2011 | 2020 |
| -------------------------- | ---- | ---- | ---- | ---- | ---- | ---- | ---- | ---- | ---- |
| Einwohner                  | 424  | 394  | 389  | 304  | 230  | 189  | 179  | 163  | 150  |
| Quellen: Cassini und INSEE |      |      |      |      |      |      |      |      |      |

## Sehenswürdigkeiten
- Ruine der Kartause Notre-Dame d'Apponay
- Kirche Saint-Barthélemy
- Kapelle Saint-Michel aus dem 12. Jahrhundert
- Kapelle Sainte-Radegonde
- Schloss La Verrerie aus dem 19. Jahrhundert
- Schloss La Boue aus dem 15./16. Jahrhundert
- Schloss Rémilly aus dem 15./16. Jahrhundert
- Turm als Rest der Burg von Bost aus dem 15. Jahrhundert